# Bronzebildgießerei Noack
Die 1899 gegründete Bronzebildgießerei Noack war die erste Bronzegießerei in Leipzig. Sie ist ein Familienbetrieb in vierter Generation und bis heute die Anlaufstelle für viele namhafte Künstler aus Deutschland und aus dem Ausland.

## Geschichte
Gründer des Betriebs war der aus Bockwitz bei Lauchhammer stammende Traugott Noack (1865–1941). Er hatte im Lauchhammerwerk Kunstgießer gelernt und als Gießer und Meister in Dresden gearbeitet. In dem anfangs „Leipziger Gießhütte für Bildguß“ genannten Unternehmen arbeitete er gemeinsam mit dem Ziseleur Paul Brückner. Zuvor gab es in Leipzig keine Bildgießerei. Steinskulpturen dominierten das Stadtbild. Alle Erzbildwerke, die seit Mitte des 19. Jahrhunderts in Leipzig aufgestellt worden waren, stammten aus entsprechenden Betrieben in Nürnberg, Berlin, Dresden oder Lauchhammer. Der Ruf der Gießerei festigte sich ab 1902, nachdem Leipzigs führender Bildhauerkünstler Max Klinger begann, vermehrt Aufträge an die Gießhütte zu vergeben. Sehr viele der seitdem in Leipzig entstandenen Bronzebilder, -statuen, -verzierungen und -gedenktafeln stammen aus der Bronzebildgießerei Noack.
Seit 1920 befindet sich die Bronzebildgießerei in der Leipziger Kochstraße. Die Gießhütte überstand Inflation und Weltwirtschaftskrise. Traugotts Sohn Fritz Noack (1904–1981) stieg ins Geschäft mit ein und übernahm schließlich 1931 die Gießerei. Doch viele der von ihm geschaffenen Bildnisse wurden im Rahmen der Aktion Metallspende des deutschen Volkes für Kriegszwecke des Zweiten Weltkriegs eingeschmolzen. Die Werkstatt wurde kriegsbedingt geschlossen und der Inhaber zum Militär einberufen. Ein Teil der Produktionsräume wurde im Krieg zerstört.
Nach Kriegsende übernahm der Betrieb auch die Denkmalpflege an Leipzigs Bronzeplastiken, die stark unter den Umweltbelastungen litten. Einmal im Jahr werden sie ausgebessert und mit einer Wachsschicht versehen.
Schließlich übernahm 1969 Fritz’ Sohn Gerhard Noack (1931–1999) die Bronzekunstgießerei. Durch die Anerkennung als „Kunstschaffender im Handwerk“ rettete er den Betrieb vor der Verstaatlichung und fertigte nun auch häufiger Nachgüsse und Medaillen an. 1992 übernahm Gerhards Sohn Bert Noack (geb. 1964) den Betrieb. Er ist sowohl Meister als Bildgießer als auch als Ziseleur.

## Liste der Kunstwerke (Auswahl)
- Goethedenkmal am Naschmarkt, Leipzig, Deutschland
- Bachdenkmal vor der Thomaskirche, Leipzig, Deutschland
- Gruftplatte von Johann Sebastian Bach in der Thomaskirche, Leipzig, Deutschland
- Mephisto und Faust und die Gruppe der verzauberten Studenten am Eingang zu Auerbachs Keller, Leipzig, Deutschland
- Richard-Wagner-Büste, Leipzig, Deutschland
- Wasserträgerin vom Mägdebrunnen am Roßplatz, Leipzig, Deutschland
- Hänsel und Gretel vom Märchenbrunnen, Leipzig, Deutschland
- Sportfiguren vor der ehemaligen DHfK, Leipzig, Deutschland
- Bronzepanther im Zoo, Leipzig, Deutschland
- „Der Jahrhundertschritt“ u. a. vor dem Stadtgeschichtlichen Museum, Leipzig, auch Halle, Berlin, Deutschland
- „Unzeitgemäße Zeitgenossen“ am Anfang der Grimmaischen Straße, Leipzig, Deutschland
- Tabernakel, Ambo und Altarleuchter im Dominikanerkloster St. Albert, Leipzig, Deutschland
- Albert-Schweitzer-Denkmal, Weimar, Deutschland

## Liste der Künstler (Auswahl)
Im Laufe der Jahrzehnte ließen mehrere namhafte Künstler in der Bronzebildgießerei Noack gießen.
- Walter Arnold
- Theo Balden
- Max Alfred Brumme
- Bruno Eyermann
- Armand Fernandez
- Wieland Förster
- Gerhard Geyer
- Bernd Göbel
- Max Klinger
- Kurt Kluge
- Adolf Lehnert
- Gerhard Lichtenfeld
- Josef Mágr
- May Marx
- Wolfgang Mattheuer
- Mathieu Molitor
- Jenny Mucchi-Wiegmann
- Rudolf Oelzner
- Jürgen Raiber
- Frank Ruddigkeit
- Klaus Schwabe
- Carl Seffner
- Werner Stein
- Alfred Thiele
- Hans Zeissig

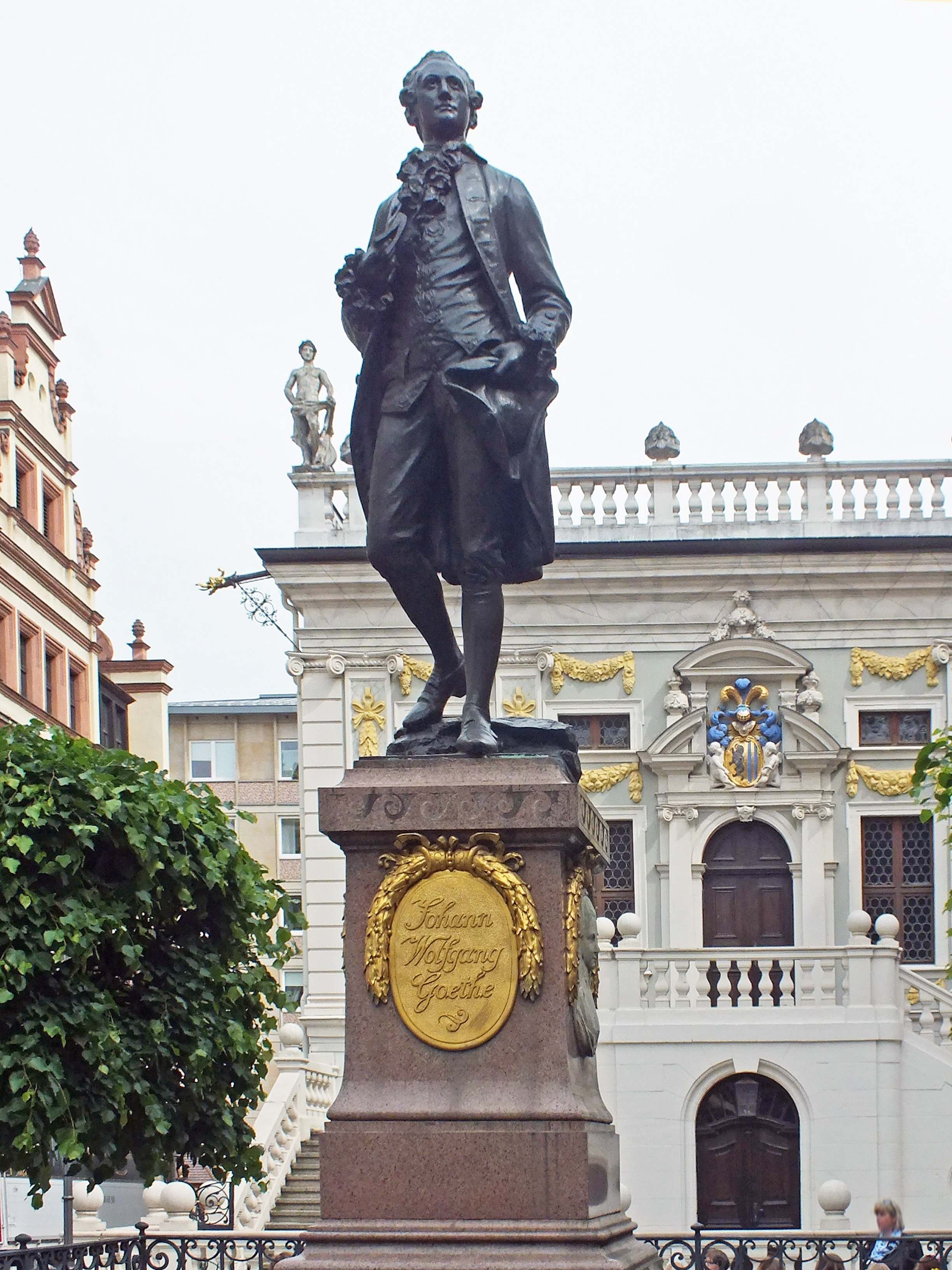
Das Goethedenkmal auf dem Naschmarkt (2015)
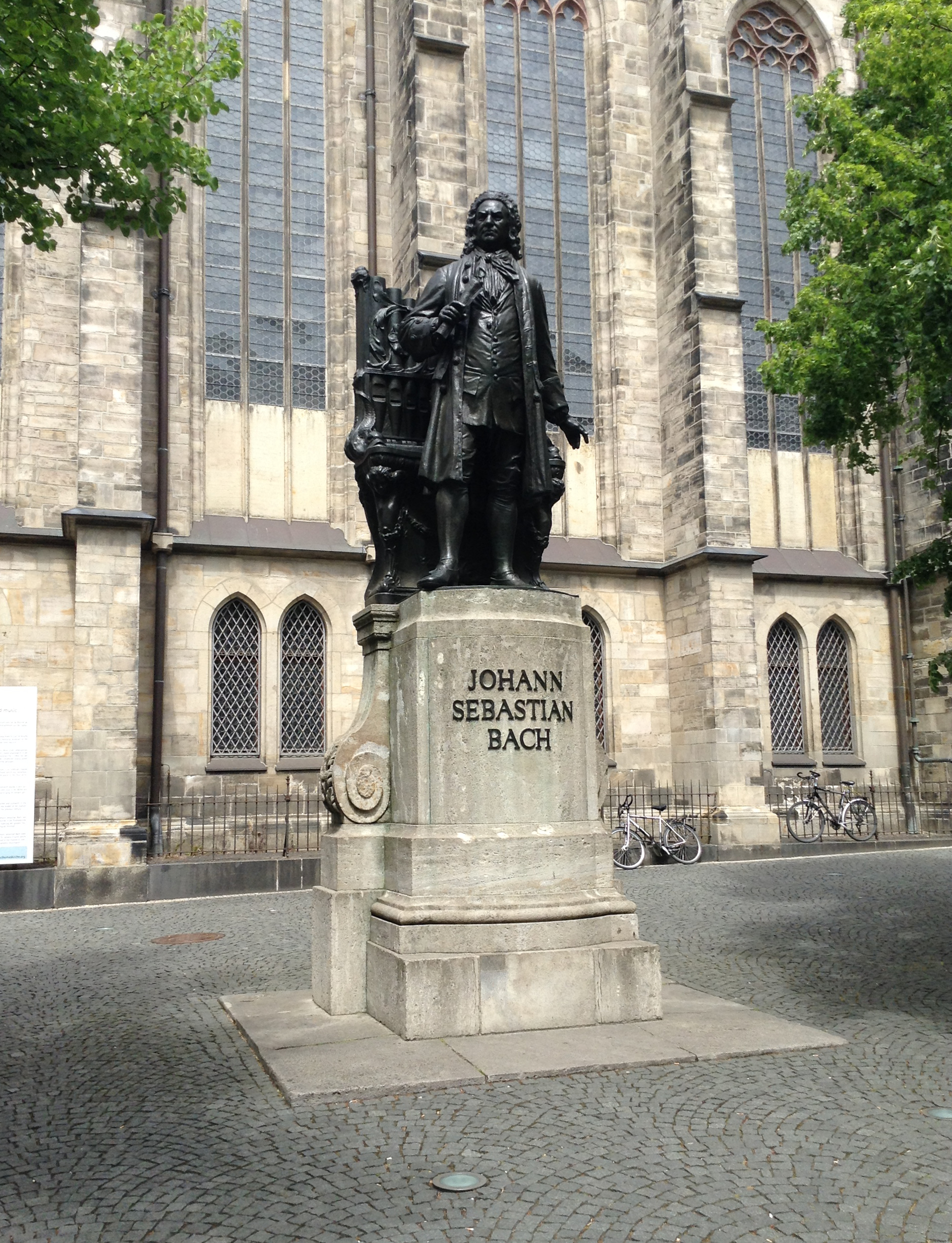
Das Neue Bachdenkmal vor der Thomaskirche (2015)
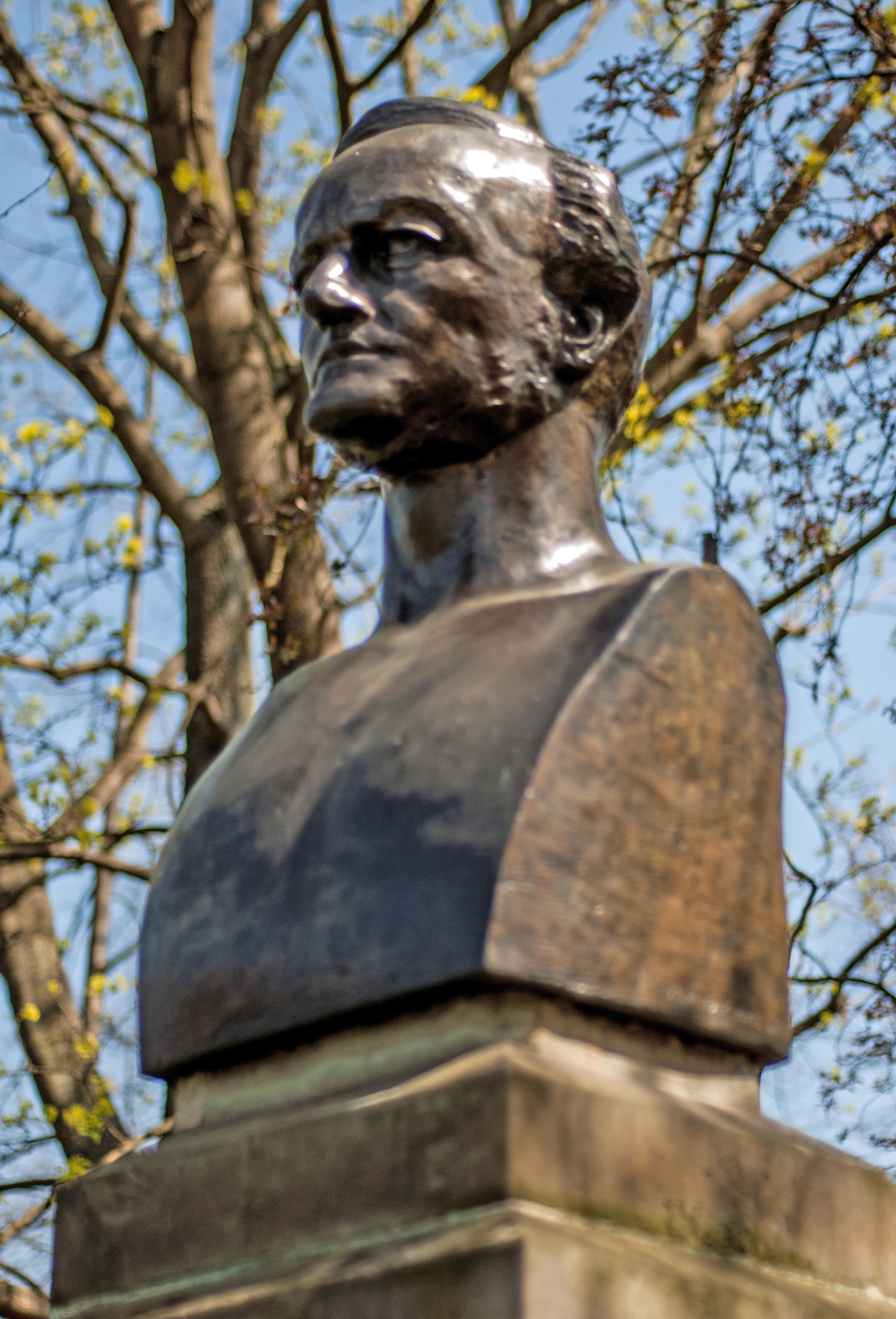
Die Richard-Wagner-Büste am Schwanenteich (2013)
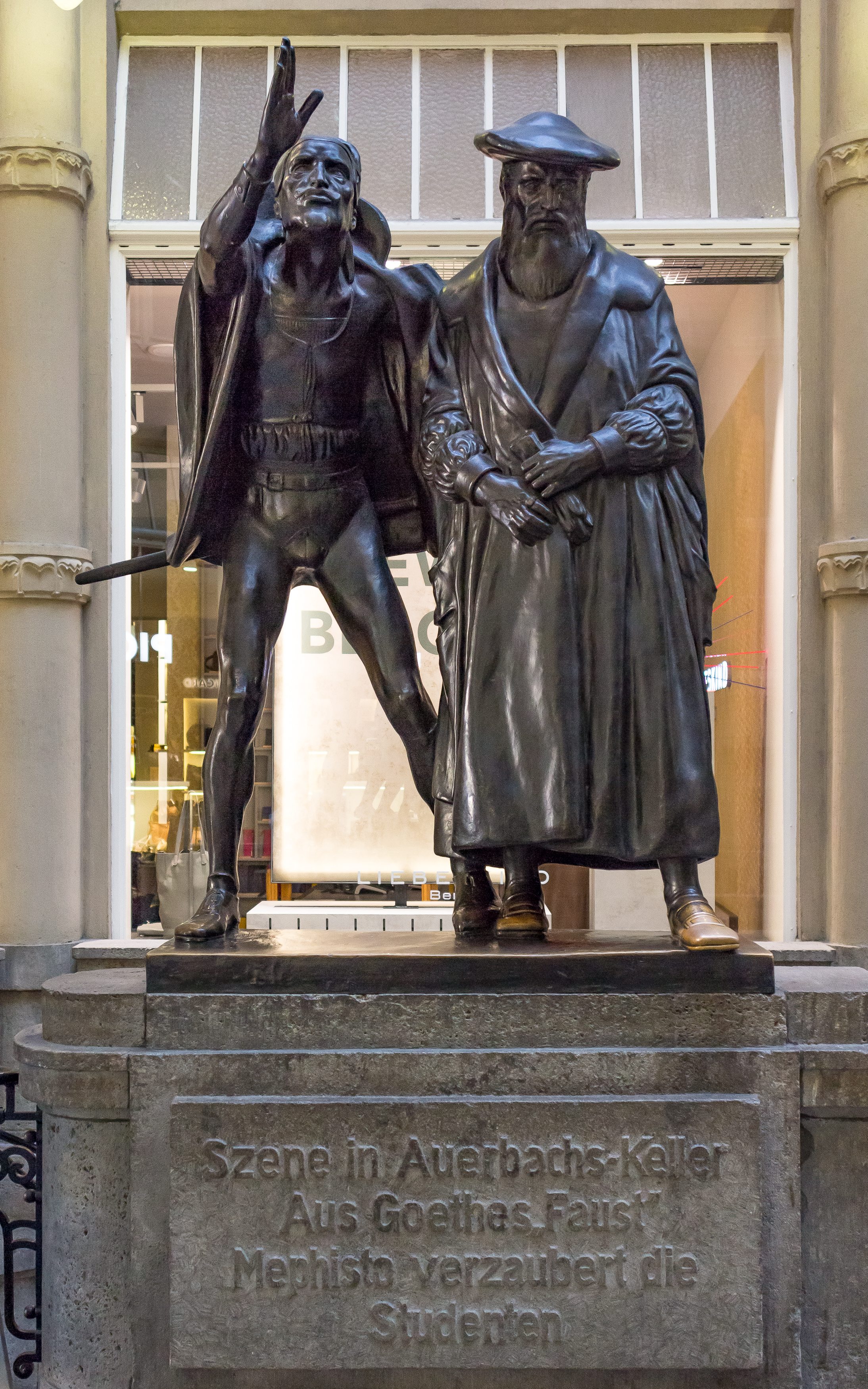
Bronzegruppe Faust und Mephisto (2016)
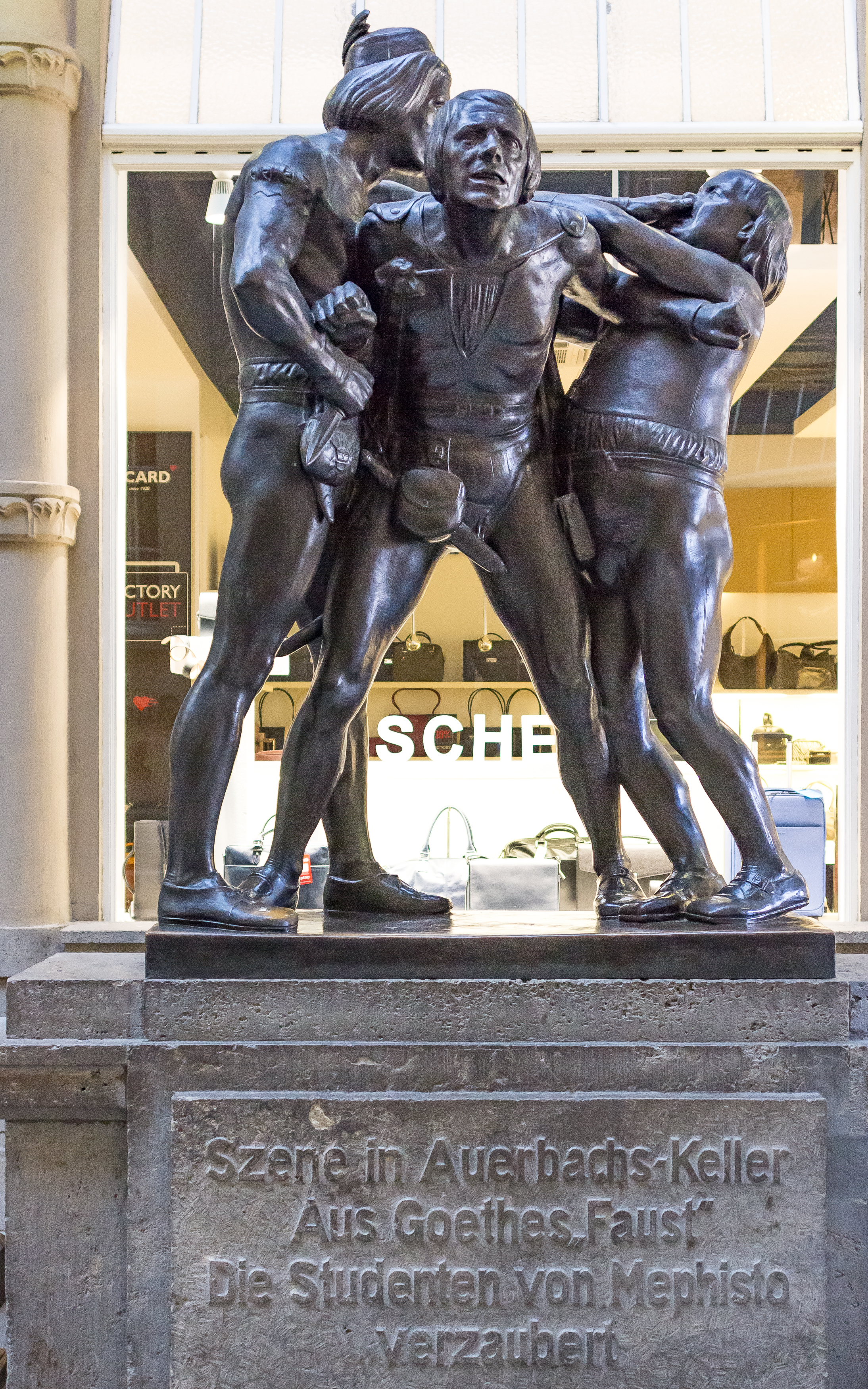
Die verzauberten Studenten (2016)
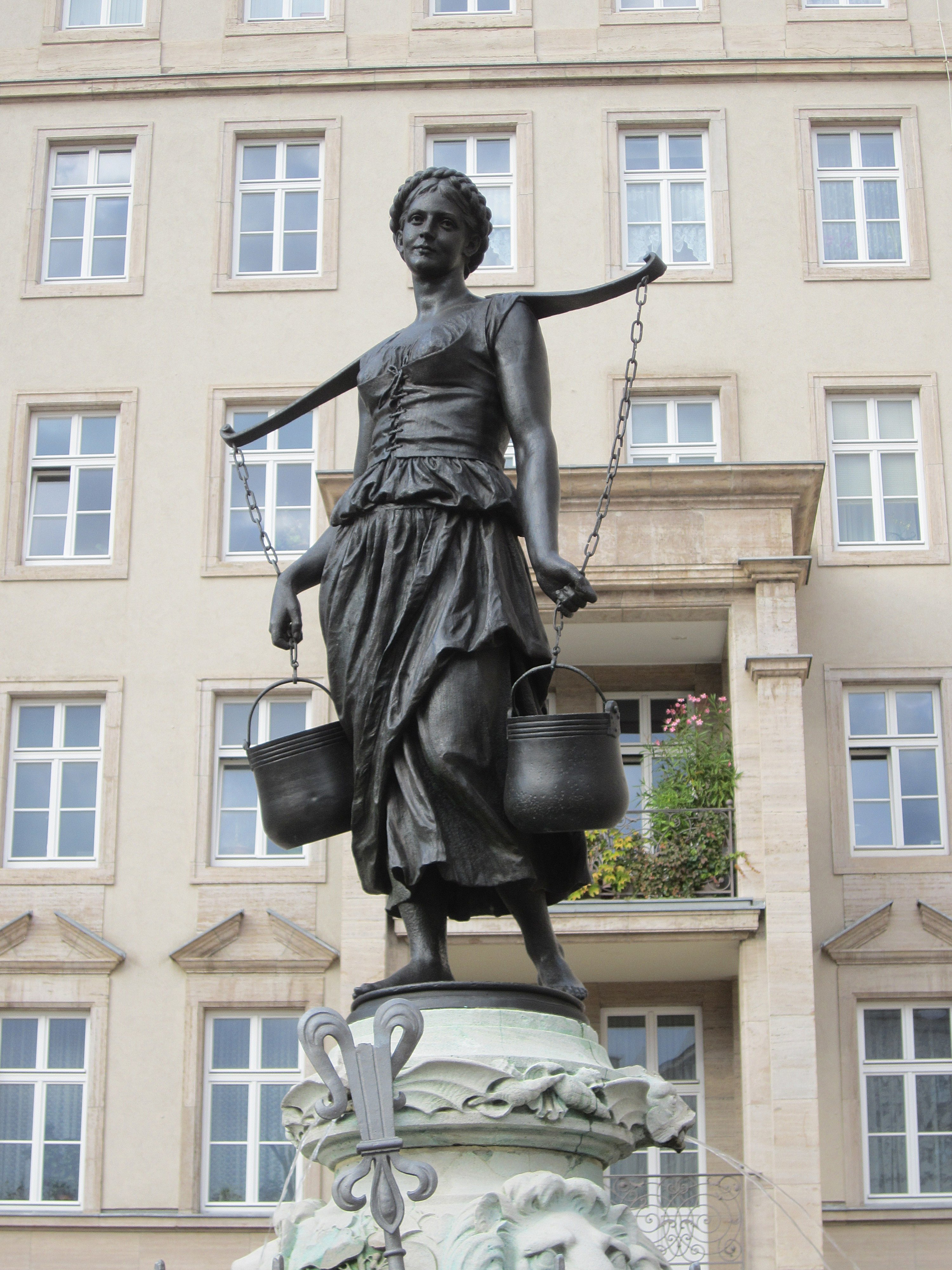
Die Wasserträgerin auf dem Mägdebrunnen (2015)
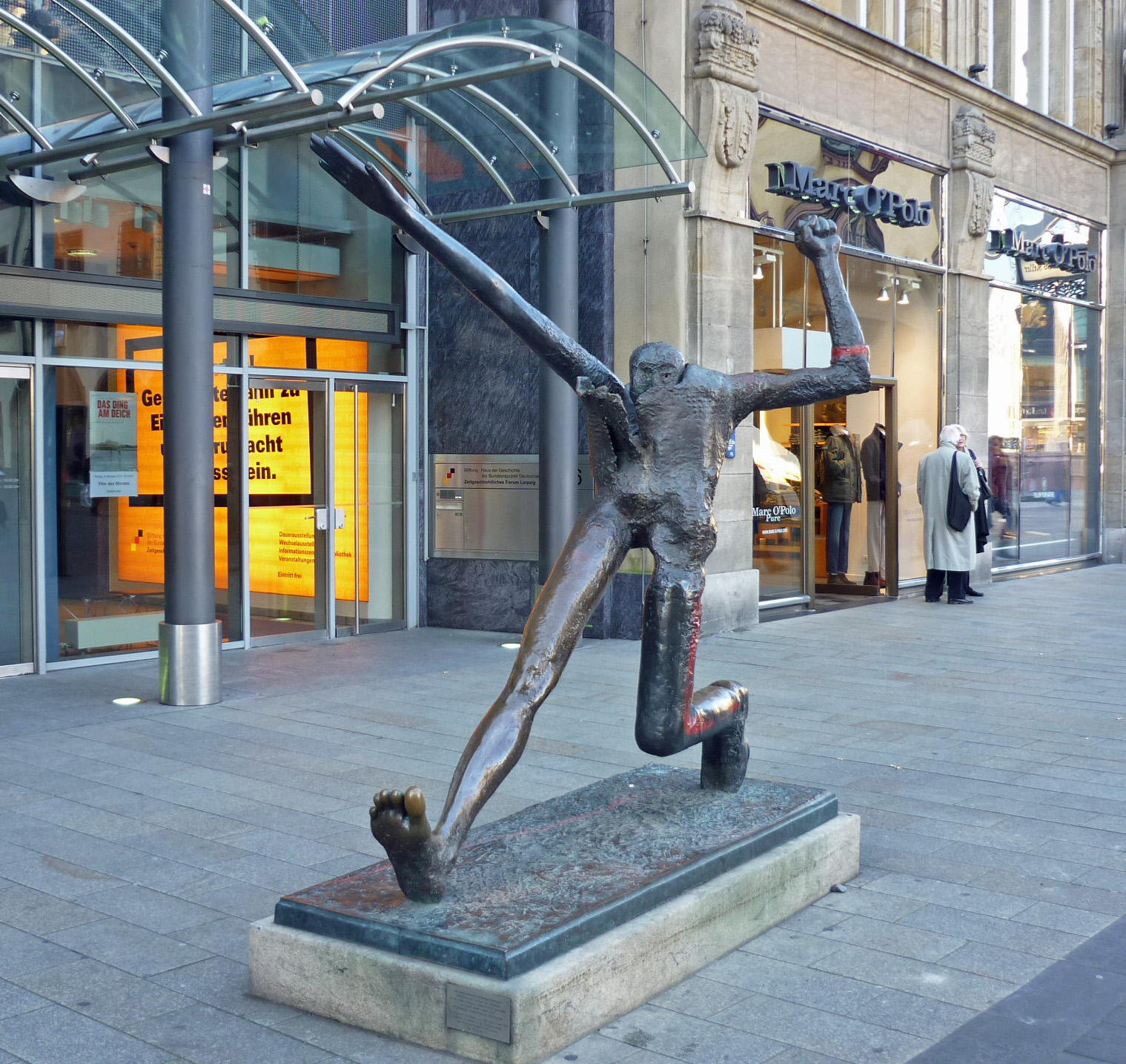
„Der Jahrhundertschritt“ vorm Stadtgeschichtlichen Museum (2014)
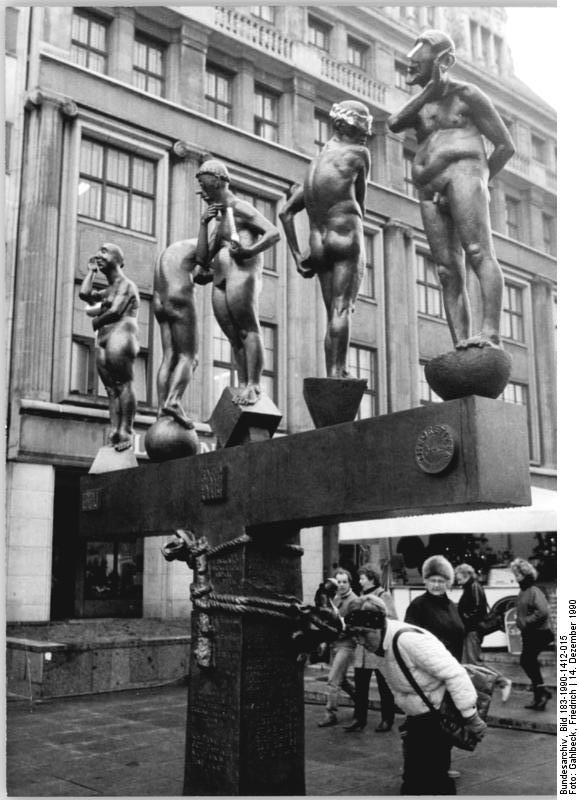
„Unzeitgemäße Zeitgenossen“ in Leipzig (1990)
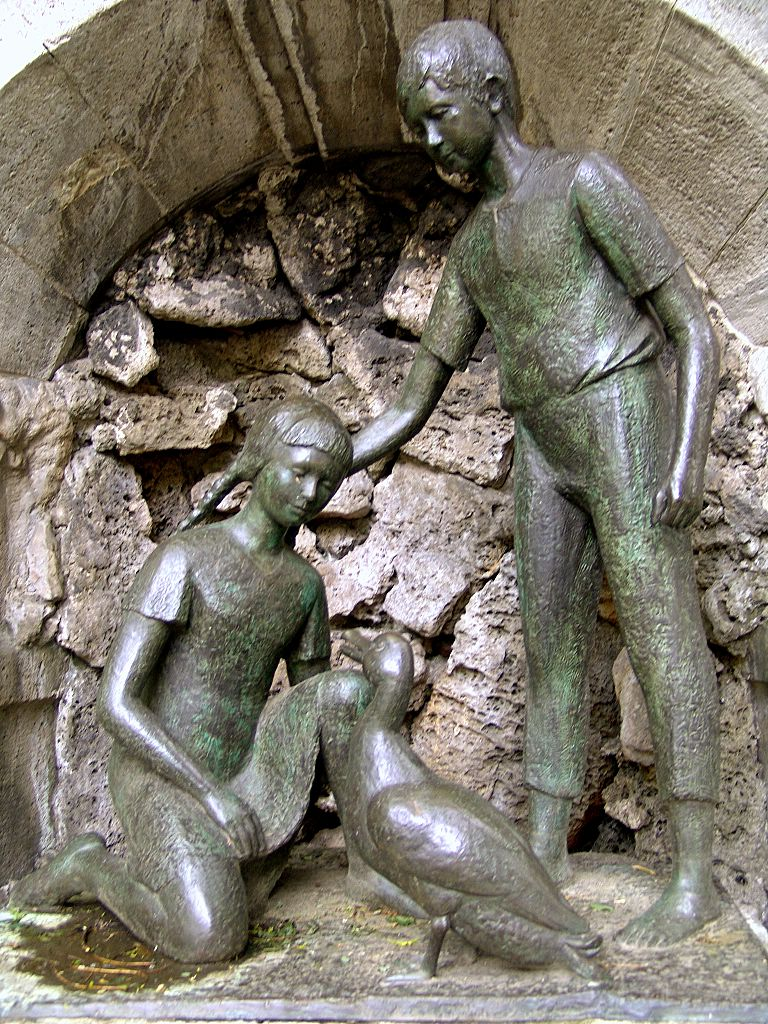
Hänsel und Gretel am Märchenbrunnen (2006)
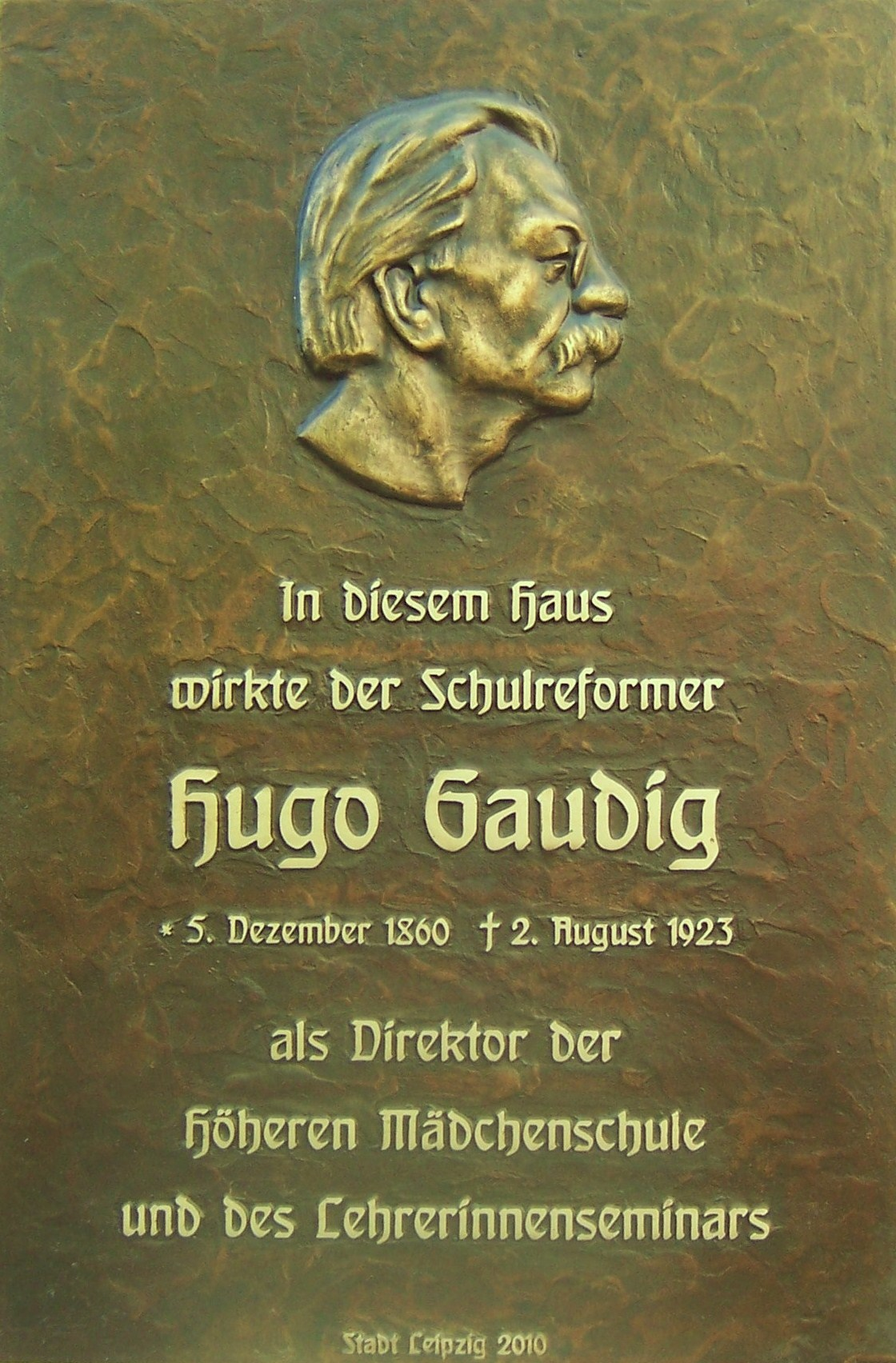
Gedenktafel der Stadt Leipzig für Hugo Gaudig (2011)
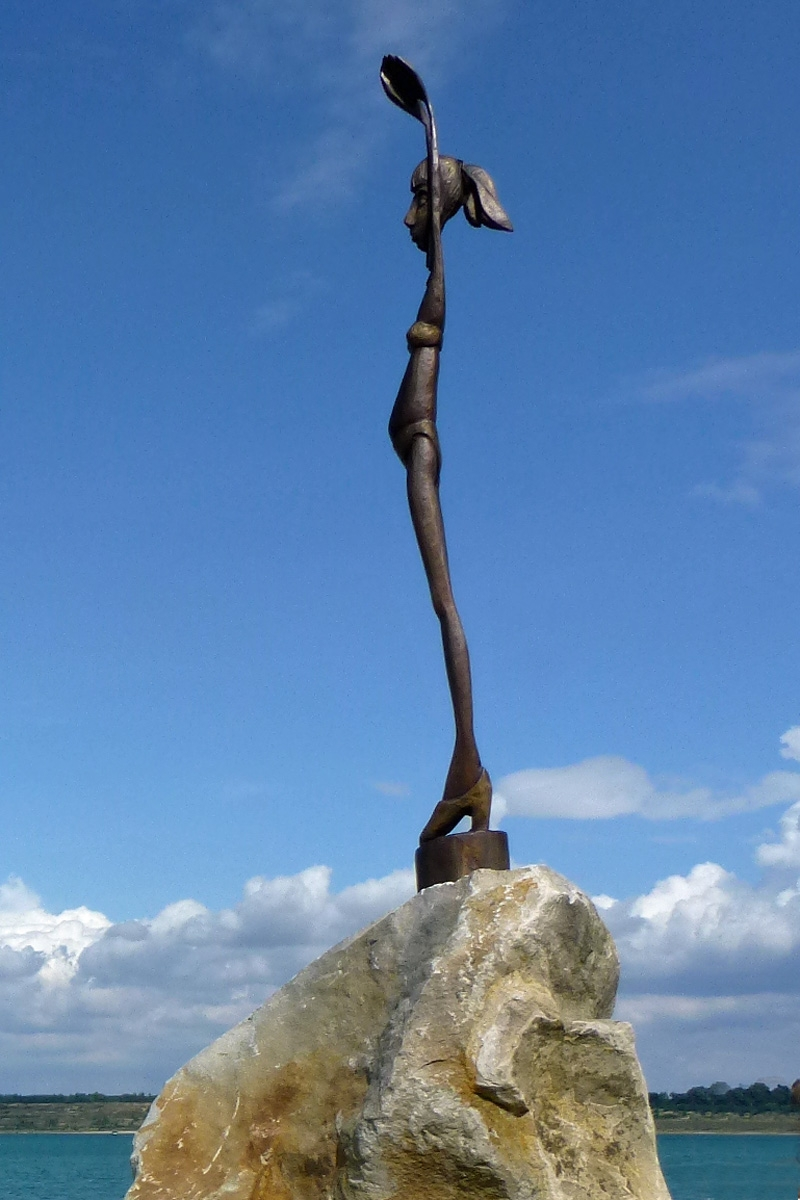
Bella Gruna am Störmthaler See (2014)